# Jardín Botánico Ho'omaluhia
El Jardín Botánico Ho'omaluhia en inglés : Ho'omaluhia Botanical Garden es un jardín botánico de 322 hectáreas (400 acres) de extensión que se ubica en Kāne'ohe, Oahu, Hawái. 

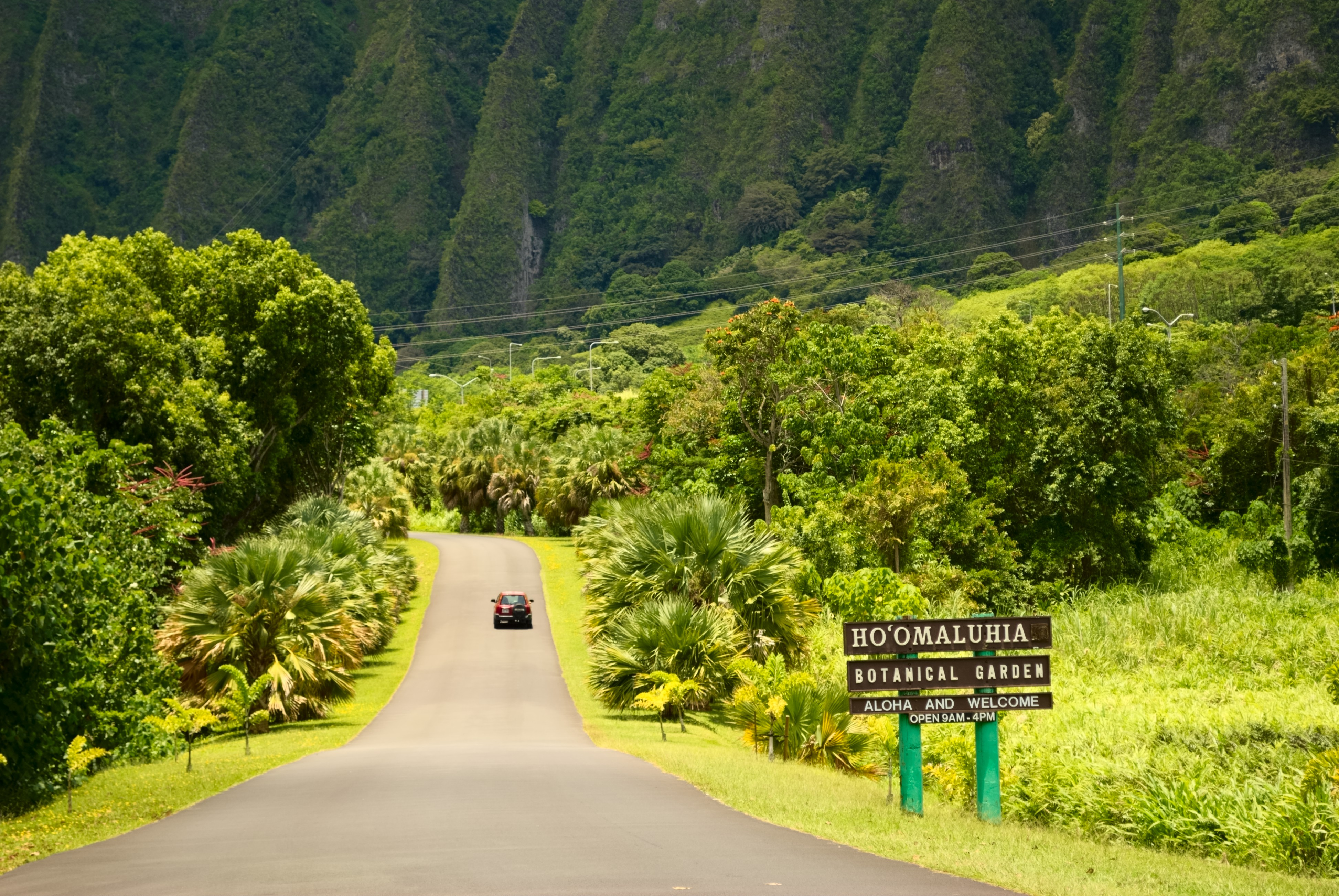
La entrada al jardín botánico Ho'omaluhia.

El código de identificación del Ho'omaluhia Botanical Garden como miembro del "Botanic Gardens Conservation International" (BGCI), así como las siglas de su herbario es HOOM.

## Localización
Ho‘omaluhia Botanic Garden Honolulu Botanic System 45-680 Luluku Road, Kāne'ohe, Honolulu county, Oʻahu island, Hawái HI 96744 United States of America-Estados Unidos de América. 
Planos y vistas satelitales.21°23′N 157°48′O / 21.383, -157.800

## Historia
El jardín botánico creado en 1982, es uno de los cinco jardines botánicos integrante del Sistema de Jardines Botánicos de Honolulu.
Este jardín botánico fue diseñado y construido por el "Cuerpo de Ingenieros del Ejército de los Estados Unidos" con el objetivo de proteger el valle de las inundaciones. 

## Colecciones

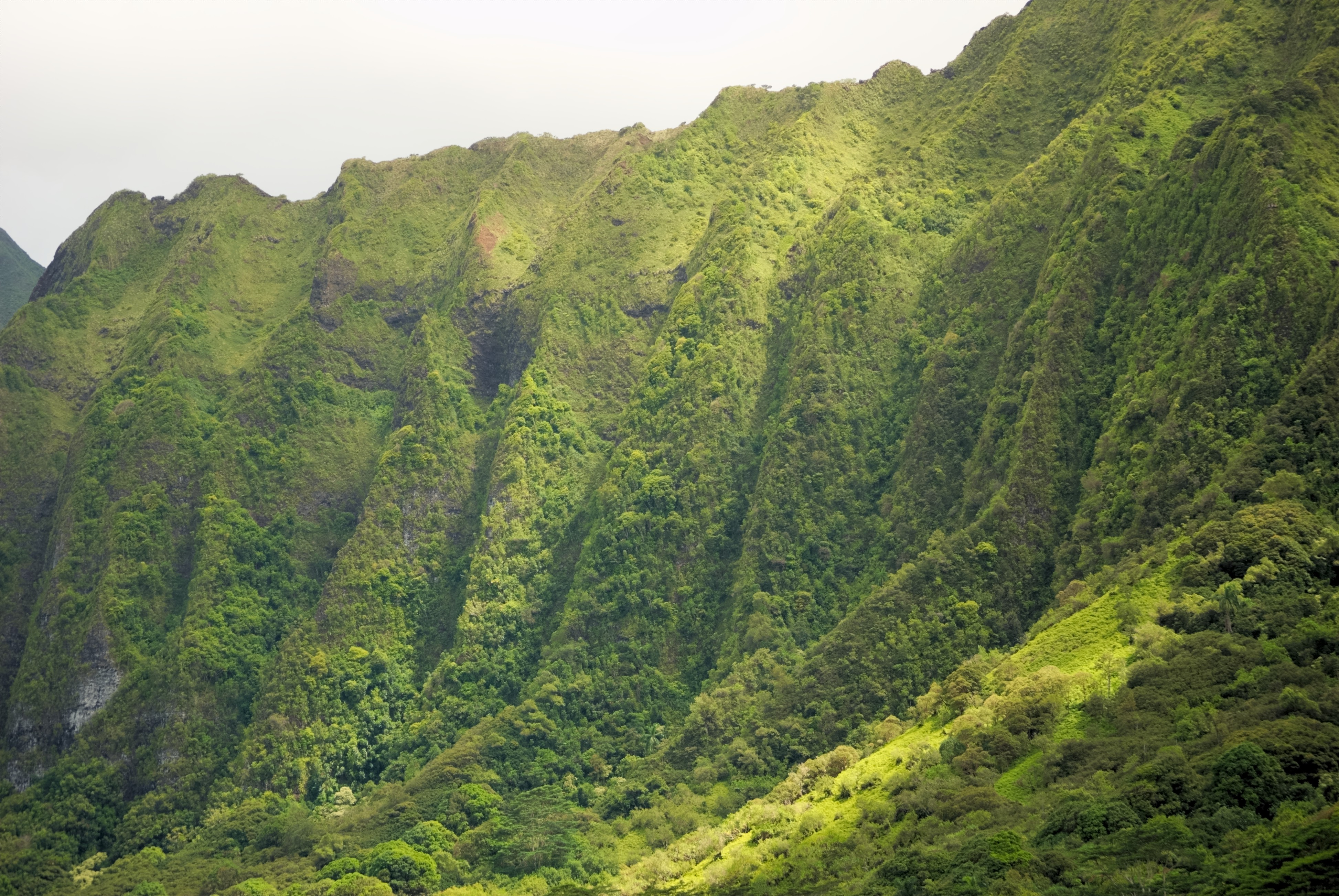
La pendiente sierra que rodea al jardín botánico Ho'omaluhia.

Es un jardín de tropical lluviosa, con especies procedentes de las mayores regiones tropicales de todo el mundo, agrupadas en diferentes colecciones de África, Hawái, India y Sri Lanka, Malasia, Melanesia, Filipinas, Polinesia, y los trópicos del Nuevo Mundo.
Se hace un énfasis especial en la conservación de las plantas nativas de Hawái y Polinesia, además de arecaceae, aroides, y heliconias.
El jardín alberga un lago de 32 acres y sendas de paseo, además de zonas de acampada, centro de acogida de visitantes, taller, salón de actos y una biblioteca especializada en Botánica.
Algunos especímenes del "Ho'omaluhia Botanical Garden".

Especímenes
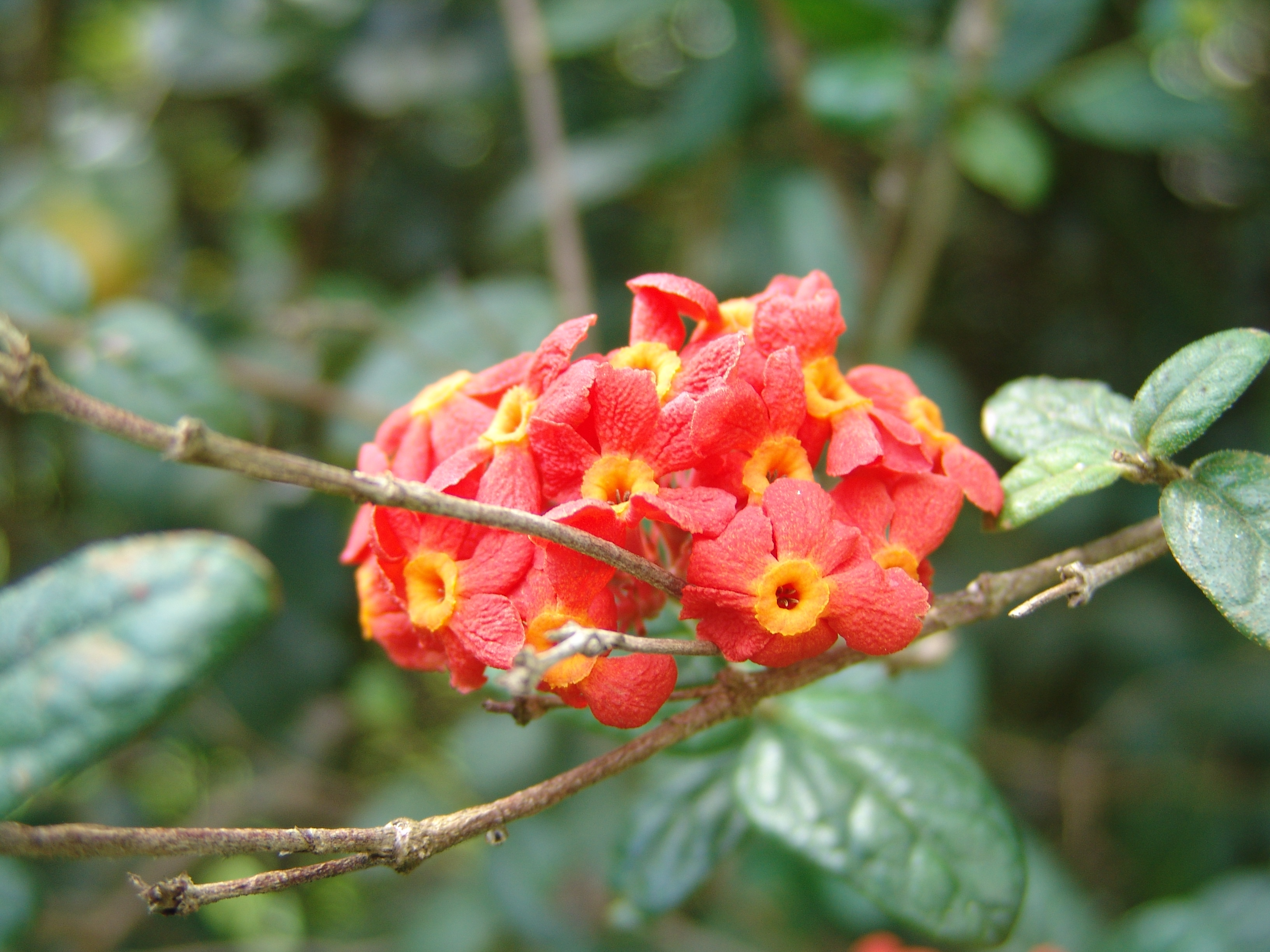
Rondeletia odorata.
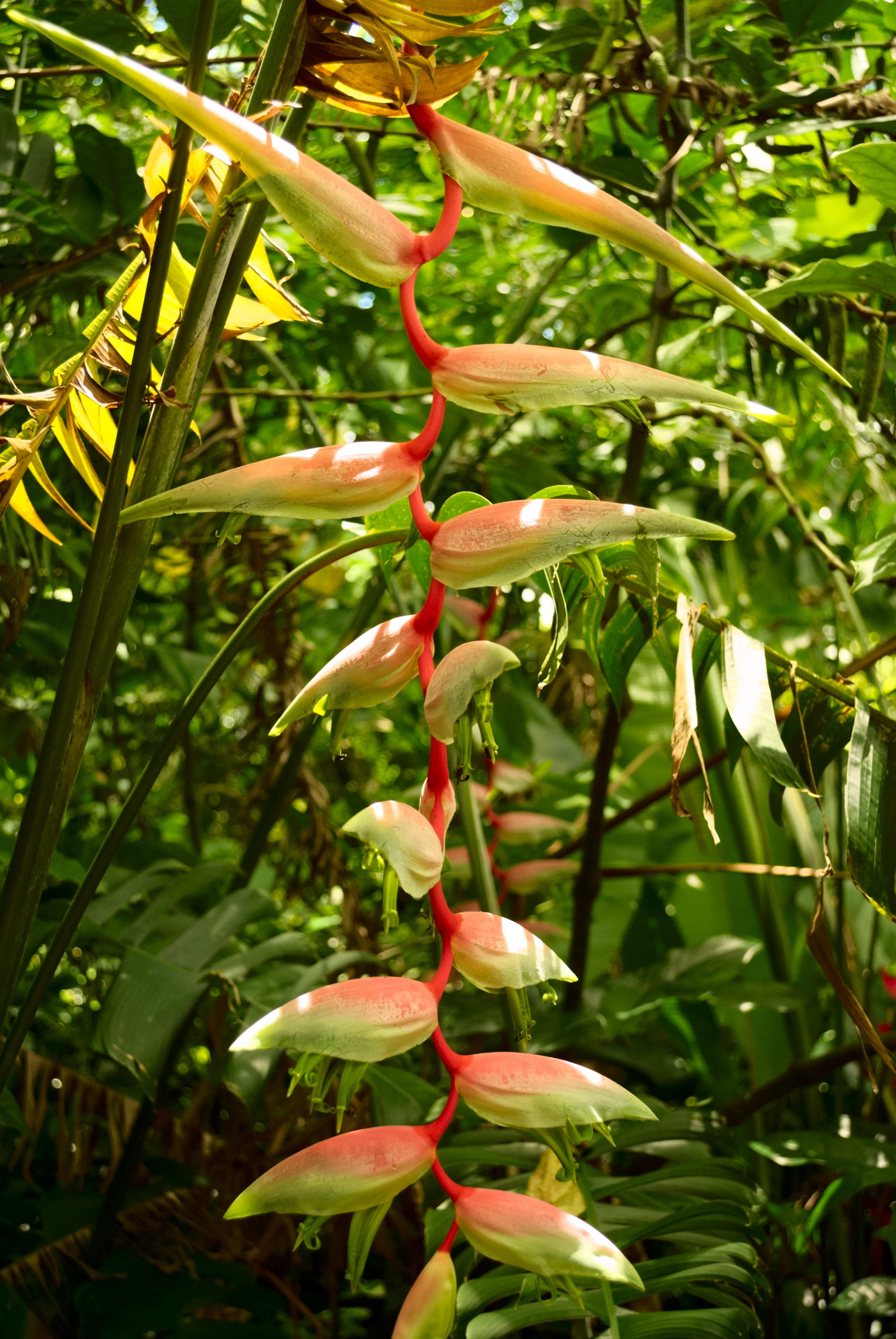
Heliconia chartacea.
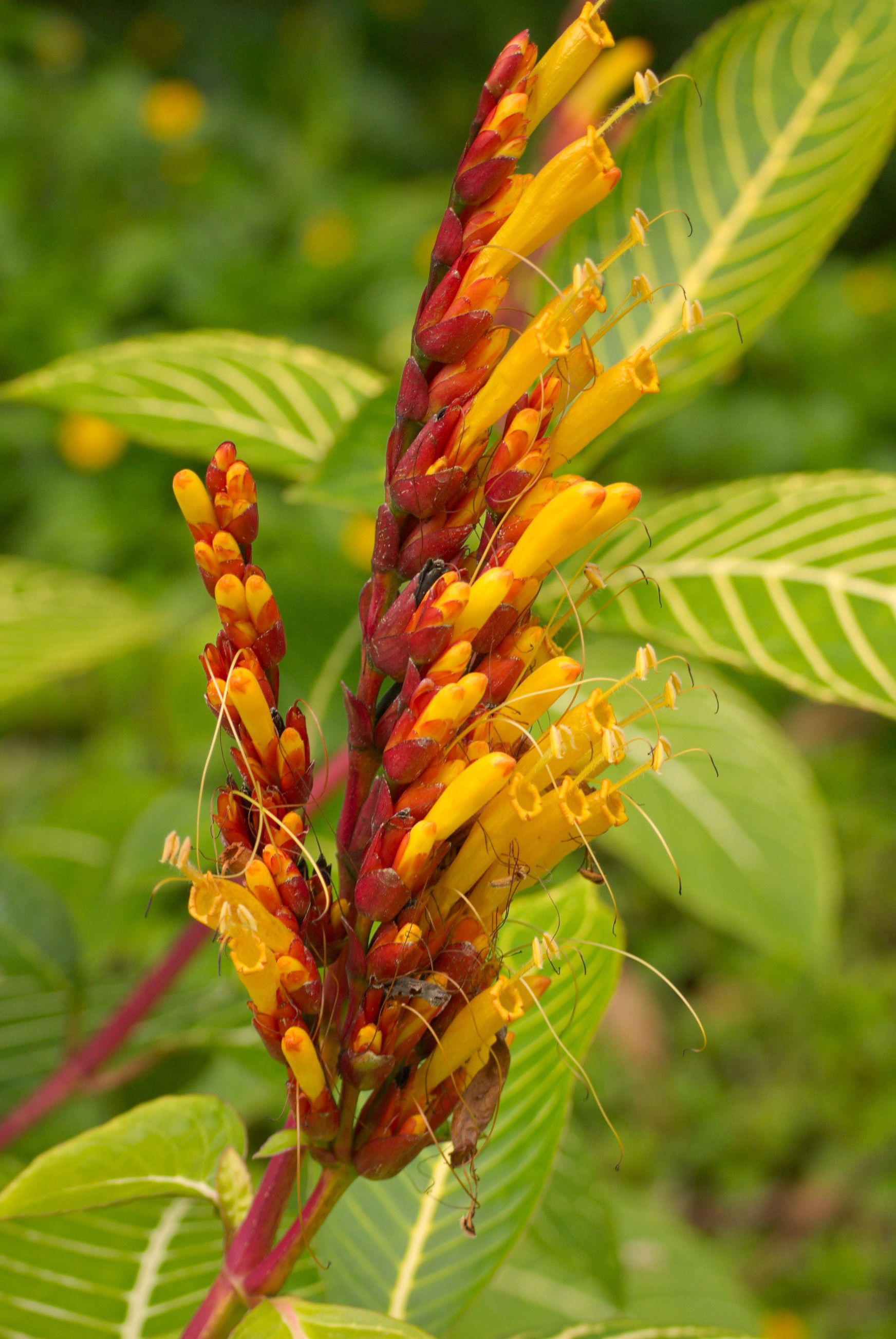
Floración de Sanchezia.
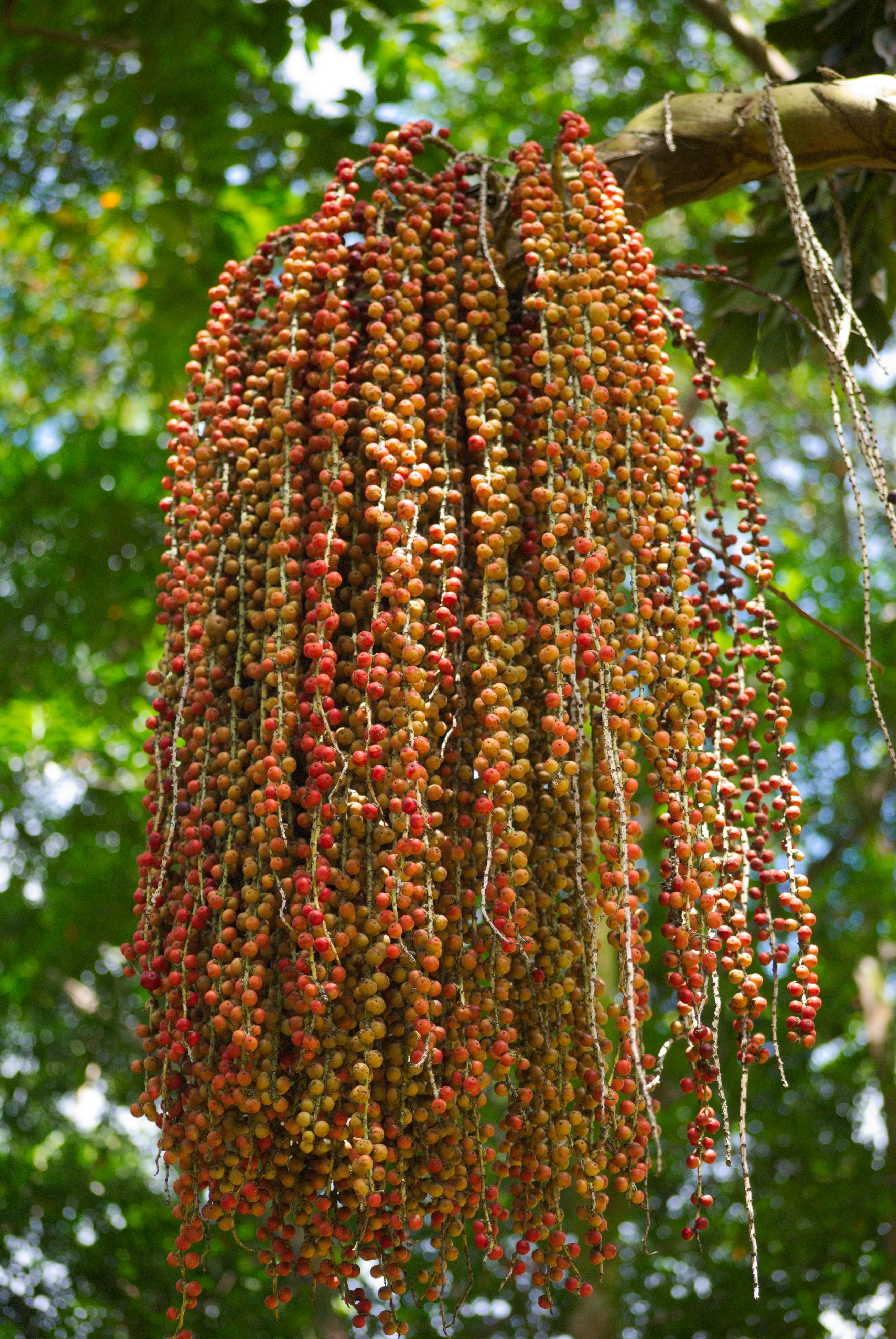
Floración de Palma.
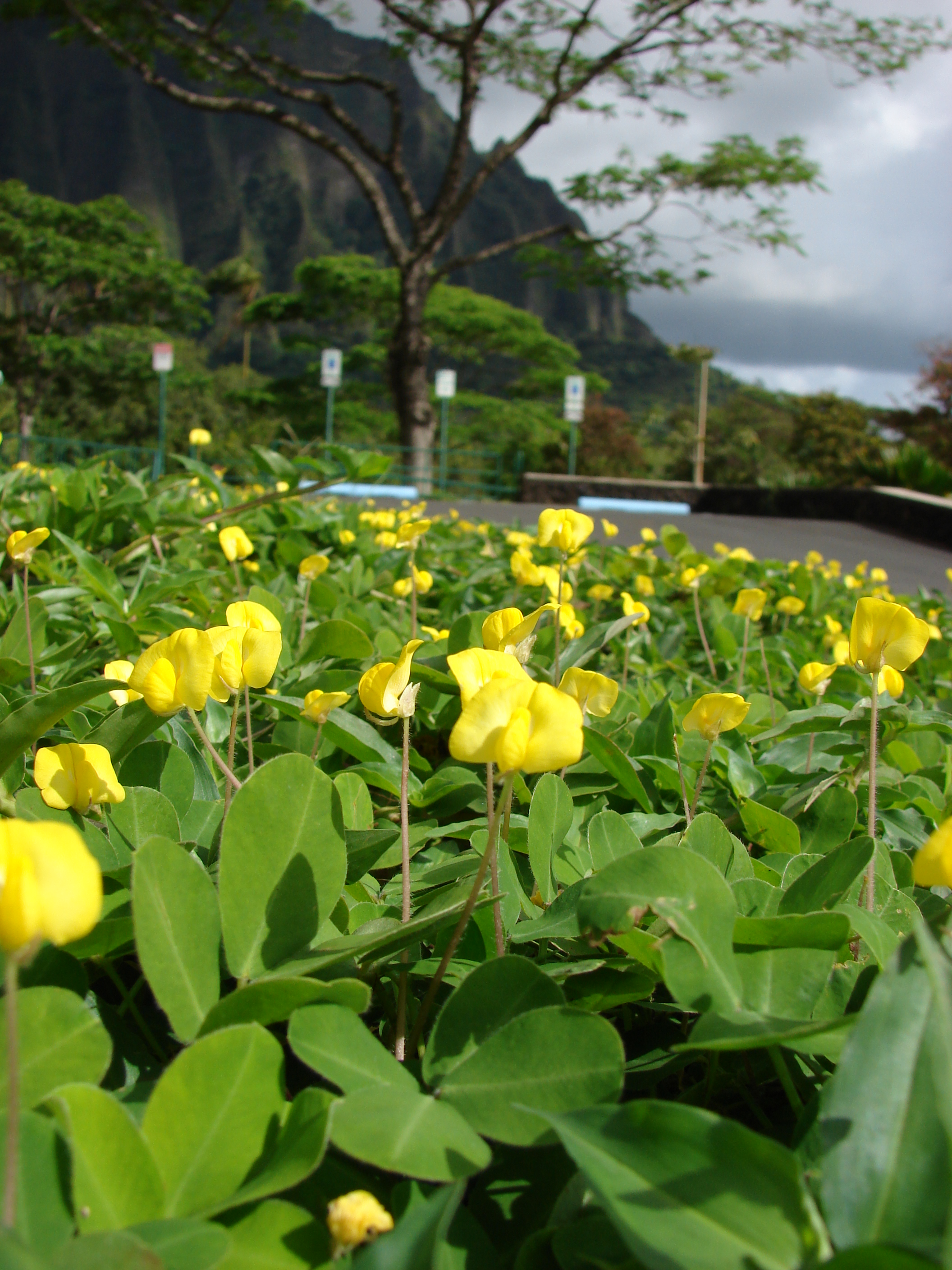
Arachis pintoi.